# Charles Frédéric Dubois
Charles Frédéric Dubois (Barmen, 28 de mayo de 1804 – Bruselas, 12 de noviembre de 1867) fue un naturalista belga.
Autor de las obras Planches colorées des oiseaux de l’Europe y Catalogue systématique des Lépidoptères de la Belgique, esta última completada por su hijo, Alphonse Joseph Charles Dubois (1839–1921), tras su muerte.
Además comenzó Les Oiseaux de l’Europe et leurs œufs en 1851, y fue completado también por su hijo.

## Abreviatura (zoología)
La abreviatura C. F. Dubois  se emplea para indicar a Charles Frédéric Dubois como autoridad en la descripción y taxonomía en zoología.